# Episodi de L'ora del mistero
La prima e unica stagione della serie televisiva L'ora del mistero, composta da 13 episodi, è stata trasmessa nel Regno Unito per la prima volta dall'emittente ITV dal 5 settembre 1984 al 9 maggio 1986.
In Italia è andata in onda in prima visione su Rai 1 dal 13 luglio 1986 al 27 agosto 1988, senza seguire l'ordine cronologico degli episodi originali.
| nº | Titolo originale                | Titolo italiano                                 | Prima TV UK       | Prima TV Italia  |
| -- | ------------------------------- | ----------------------------------------------- | ----------------- | ---------------- |
| 1  | Mark of the Devil               | Il marchio del Diavolo                          | 5 settembre 1984  | 7 settembre 1986 |
| 2  | Last Video and Testament        | Il videotestamento                              | 12 settembre 1984 | 13 luglio 1986   |
| 3  | Czech Mate                      | Accadde a Praga                                 | 17 gennaio 1986   | 24 agosto 1986   |
| 4  | A Distant Scream                | Un grido lontano                                | 24 gennaio 1986   | 31 agosto 1986   |
| 5  | The Late Nancy Irving           | La defunta Nancy Irving                         | 7 febbraio 1986   | 23 giugno 1987   |
| 6  | In Possession                   | Salto nel tempo                                 | 7 marzo 1986      | 20 luglio 1986   |
| 7  | Black Carrion                   | Che fine hanno fatto i favolosi Verne Brothers? | 14 marzo 1986     | 16 giugno 1987   |
| 8  | The Sweet Scent of Death        | Il dolce profumo della morte                    | 4 aprile 1986     | 17 agosto 1986   |
| 9  | Paint Me A Murder               | L'uomo che dipinse la morte                     | 11 aprile 1986    | 27 luglio 1986   |
| 10 | The Corvini Inheritance         | L'eredità Corvini                               | 18 aprile 1986    | 3 agosto 1986    |
| 11 | And the Wall Came Tumbling Down | La parete maledetta                             | 25 aprile 1986    | 27 agosto 1988   |
| 12 | Child's Play                    | Un gioco da bambini                             | 2 maggio 1986     | 10 agosto 1986   |
| 13 | Tennis Court                    | Il campo da tennis                              | 9 maggio 1986     | 30 giugno 1987   |

## Il marchio del Diavolo
- Titolo originale: Mark of the Devil
- Diretto da: Val Guest
- Scritto da: Brian Clemens
- Interpreti: Dirk Benedict (Frank Rowlett), Jenny Seagrove (Sara Helston), Burt Kwouk (Hai Lee), John Paul (Matt Helsten)

### Trama
L’episodio si apre con un rito vodoo. Dopo la sigla, il protagonista della vicenda è Frank Rowlett, un poco di buono col vizio del gioco e in debito con uno strozzino. A causa di ciò arriva, prima, a impegnare un orologio col tatuatore Hai Lee, e successivamente, una volta scoperto dove questi tiene i soldi, a derubarlo ed ucciderlo. L’uomo però è un esperto di magia nera e, sebbene morto, riuscirà a vendicarsi. Dopo l’omicidio, Frank è alla prese con il matrimonio con Sara, il cui padre è il ricco Matt Helsten, ossessionato dal fatto che la figlia debba trovare, finalmente, un buon marito. La situazione si complica quando Frank si accorge della comparsa di una macchia nera sul suo petto e che tenderà a espandersi tramutandosi in un tatuaggio. Per evitare di essere sospettato dalla polizia, in cerca del colpevole della morte di Hai Lee, Frank chiede aiuto prima a un prete e poi a una donna afroamericana che osservando la sua schiena tatuata gli spiegherà come stanno le cose: la scena disegnata descrive anche la soluzione al problema. Dovrà tornare sulla scena del delitto, dove gli è stato lanciato l’incantesimo. Ad aspettarlo vi sarà Hai Lee assetato di vendetta, che lo ucciderà.

## Il videotestamento
- Titolo originale: Last Video and Testament
- Diretto da: Peter Sasdy
- Scritto da: Robert Quigley (soggetto), Roy Russell (sceneggiatura)
- Interpreti: Deborah Raffin (Selena Frankham) David Langton (Victor Frankham), Oliver Tobias (Derek Tucker)

### Trama
Victor Frankham, capo di una grande azienda di elettronica, risulta essere cardiopatico. Ossessionato dall’idea della morte, in attesa di trovare un sostituto, non vuole che si pensi che il suo cuore possa dargli problemi. Al corrente di ciò però vi è la giovane moglie Selena. Visto che il
marito non ha alcuna intenzione di andare in
pensione, decide di organizzare con il proprio amante Derek Tucker una sequenza di spaventi per far cedere il vecchio cuore del marito. Ma i due non hanno preso in considerazione l'impianto di videosorveglianza della casa dove abita Selena con il marito. Victor, scoperto il tradimento, decide di ingannare la moglie grazie alla sua conoscenza, facendole credere inizialmente di essere morto per poi torturarla psicologicamente e infine ucciderla, insieme all’amante, usando una frequenza pari a 7 Hz.

## Accadde a Praga
- Titolo originale: Czech Mate
- Diretto da: John Hough
- Scritto da: Jeremy Burnham
- Interpreti: Susan George (Vicky), Peter Vaughan (Bullneck), Patrick Mower (John Patrick Duncan)

### Trama
Vicky e John Patrick Duncan sono una coppia britannica separata. Lui decide però di darsi una seconda chance proponendo all’ex moglie di fare insieme un viaggio a Praga, dove lui dovrà recarsi per questioni di lavoro. Una volta arrivata in albergo e lasciata sola, Vicky scopre che del suo ex marito non vi è più nessuna traccia. In preda al panico, decide di effettuare una ricerca scoprendo che in realtà non esiste nessun viaggio di lavoro. John si è recato a Praga per scambiare due identità, quella di sua moglie con quella di Maria Kadlec, sua amante. Vicky riesce a conoscere la donna grazie all’aiuto dell’ex compagno di Maria, che però verrà ucciso ed i sospetti della polizia ricadranno inizialmente su Vicky. Successivamente verrà aiutata da un uomo dell'ambasciata inglese, che poi la tradirà poiché d’accordo con John in quanto al centro di una intricata vicenda di spionaggio. L’episodio si conclude con il rientro in Inghilterra di John e di Maria, alias Vicky. Quest'ultima, avendo assunto l’identità di Maria, viene ricoverata in un ospedale psichiatrico in quanto nessuno crede alla sua versione dei fatti.

## Un grido lontano
- Titolo originale: A Distant Scream
- Diretto da: John Hough
- Scritto da: Martin Worth
- Interpreti: David Carradine (Michael/Harris), Stephanie Beacham (Rosemary Richardson), Stephen Greif (Clifford Richardson)

### Trama
Rosemary è una donna che tradisce il marito con Michael. I due decidono di andare in vacanza insieme facendo credere al marito di Rosemary che in realtà lei sia dalla sorella, con la quale si è messa d’accordo per evitare di farsi scoprire. Durante il soggiorno in un piccolo hotel, Rosemary inizia a vedere un uomo che tutti gli altri non riescono a vedere. Questi è il fantasma di Michael invecchiato di molti anni. Inizialmente la donna si spaventa ma il fantasma le racconterà una vicenda spaventosa: la donna verrà uccisa e verrà incolpato dell’accaduto Michael stesso. Il fantasma in realtà vuole mettere in allerta la donna per evitare l’uccisione e di conseguenza la pena di Michael che dovrà scontare in prigione dove tra l’altro verrà ritenuto pazzo. Il fantasma inizierà ad apparire anche agli altri personaggi di volta in volta, cercando sempre di farsi aiutare. La donna verrà comunque uccisa ma dal marito che ha scoperto il tradimento ed è venuto a cercarla per riportarla a casa. Dell’omicidio verrà però incolpato Michael, poiché Richard (marito di Rosemary) scapperà ma continuerà a sentire le voci inquietanti del fantasma di Michael che gli dirà che pagherà lui per 20 lunghi anni per il delitto non commesso. Il fantasma lo perseguiterà arrivando ad ucciderlo perché assettato di vendetta.

## La defunta Nancy Irving
- Titolo originale: The Late Nancy Irving
- Diretto da: Peter Sasdy
- Scritto da: David Fisher
- Interpreti: Cristina Raines (Nancy Irving), Marius Goring (Angus Aragon), Simon Williams (Bob Appleyard)

### Trama
Nancy Irving è una nota campionessa di golf americana con un gruppo sanguigno molto raro. Un giorno si ammala e viene portata in una clinica, ma stranamente il suo ricovero si rivela eccessivamente lungo finché un giorno da un notiziario televisivo apprende di essere ufficialmente morta. Rendendosi conto di essere in una trappola, Nancy scopre che in quella clinica è ricoverato un anziano miliardario con il suo stesso gruppo sanguigno che necessita di periodiche trasfusioni. Il tempo passa e Nancy è sempre più indebolita dai continui prelievi, finché un giorno, portata nella stanza dell'anziano per l'ennesima trasfusione, non afferra una siringa destinata a lei e inietta l'intero contenuto nella sacca del sangue. L'anziano muore quasi istantaneamente, medici e infermieri fuggono e Nancy può finalmente chiamare la polizia che viene a liberarla.

## Salto nel tempo
- Titolo originale: In Possession
- Diretto da: Val Guest
- Scritto da: Michael J. Bird
- Interpreti: Carol Lynley (Sylvia), Christopher Cazenove (Frank Daly)

### Trama
Frank Daly e Sylvia sono una coppia in vacanza; assistono ad uno strano avvenimento nella propria camera d'albergo, ossia l'apparizione di un'anziana sul letto di morte. Due anni più tardi, mentre si accingono a traslocare per trasferirsi in Africa, di nuovo assistono ad apparizioni e salti temporali nella propria abitazione. Nelle stanze vedono una coppia che non conoscono, l'omicidio della donna e l'occultamento del suo cadavere da parte del consorte. Gli avvenimenti avvengono durante l’ultima notte nel loro appartamento, prima della partenza stabilita; inizialmente pensano sia stato semplicemente un incubo condiviso ma una volta che arriva l’agente immobiliare la mattina seguente, questi gli presenterà i nuovi proprietari dell’appartamento nonché gli stessi signori apparsi la notte precedente.

## Che fine hanno fatto i favolosi Verne Brothers?
- Titolo originale: Black Carrion
- Diretto da: John Hough
- Scritto da: Don Houghton
- Interpreti: Season Hubley (Cora), Leigh Lawson (Paul Taylor), Norman Bird (Henry)

### Trama
I Verne Bros erano un gruppo musicale, formato da Ray e Ron, molto in voga nei primi anni Sessanta, poi misteriosamente spariti, non solo dalle scene. Vent'anni dopo, per il lancio di un disco che contiene alcune loro tracce, un produttore contatta il giornalista musicale Paul Taylor, per poter avere un articolo promozionale ed enfatico sul gruppo e sulla loro attuale situazione. Gli presenta Cora, esperta di musica e del gruppo, e i due iniziano a indagare sui Verne, fino ad arrivare a uno sperduto villaggio, ora abbandonato, che risulta essere la loro ultima abitazione conosciuta. Qui i fratelli avevano comprato un antico castello e stretto "amicizia" con gli abitanti del luogo. Cora in realtà ricorda di aver vissuto con i due fratelli nel castello, perché lei abitava nel paesino ed una volta che questi vi giunsero, Ron aveva instaurato una relazione con sua madre. Ron, stanco di girare il mondo, aveva altre prospettive di vita rispetto a Ray, che invece voleva continuare a fare musica. Giunti al castello i due ritrovano Ray ancora in vita e voglioso di fare musica, imprigionato tra le mura della sua abitazione insieme agli inquietanti cittadini del villaggio. Confessa a Cora che arrivò a picchiare il fratello per fargli cambiare idea e pure sua madre, accusandola di avere stravolto i piani dei due, ma che non era riuscito ad ucciderla perché era sfuggita dalle sue grinfie e che, di conseguenza, l’omicidio era avvenuto a causa di un’altra persona. All’epoca però tutti i cittadini, non credendo alla versione dei fratelli, decisero di impiccarli, ma riuscirono ad ammazzare solo Ron; bloccati da un altro uomo non riuscirono ad impiccare anche Ray che lanciò una maledizione sugli abitanti, costringendoli al suo volere. L’episodio si conclude con il suicidio di Ray.

## Il dolce profumo della morte
- Titolo originale: The Sweet Scent of Death
- Diretto da: Peter Sasdy
- Scritto da: Brian Clemens
- Interpreti: Shirley Knight (Ann Fairfax), Dean Stockwell (Greg Denver)

### Trama
La coppia composta dalla britannica Ann Fairfax e l'americano Greg Denver subisce un forte cambiamento quando i due decidono di acquistare una bella casa di campagna proposta dalla segretaria di Greg. Qui i due trovano uno strano tizio di nome Marvin che lascia alla coppia un mazzo di rose rosso sangue e dice ad Ann di essersi già incontrati. Dapprima la donna non fa caso a ciò poiché non riconosce l’uomo; rimuginando sull’incontro, ricorda di aver visto Marvin in tribunale quando lei difendeva il presunto assassino della compagna di Marvin trovata uccisa su un letto di rose rosso sangue. I due coniugi si insospettiscono ancora di più quando Ann trova un suo quadro tempestato di rose e sangue nella casa appena acquistata, e così decidono di andare in commissariato. Qui viene interrogato anche Marvin che nega tutto e dice che l’ordinazione delle rose fu fatta da un fioraio londinese a sua volta incaricato da una donna che ha semplicemente informato il fioraio senza lasciare né il suo nome né il suo l’indirizzo. La polizia continua a fare però delle ricerche scoprendo che Marvin ha una fidanzata che lavora come segretaria in un ufficio a Londra ed inoltre riescono a risalire al fotografo responsabile della gigantografia di Ann. Il fotografo fornisce così il numero di telefono della donna, che gli aveva commissionato il lavoro, alla polizia. Artefice di tutto in realtà non è Marvin ma la segretaria di Greg nonché sua amante con la quale ha escogitato tutto. A salvare Ann dalla morte è però Marvin, giunto anche lui alla abitazione, ed anche la polizia. Greg e l’amante vengono quindi arrestati.

## L'uomo che dipinse la morte
- Titolo originale: Paint Me A Murder
- Diretto da: Alan Cooke
- Scritto da: Jesse Lasky, Pat Silver
- Interpreti: James Laurenson (Luke Lorenz), Michelle Phillips (Sandra)

### Trama
Luke Lorenz è un pittore con scarso successo. Decide quindi, in accordo con la moglie Sandra, di inscenare la propria morte in modo tale che i suoi quadri salgano di valore. La “vedova” viene quindi aiutata da un critico d’arte, Vincent, nella vendita dei quadri del defunto marito. Luke nel frattempo vive imprigionato tra le mura della sua abitazione continuando a dipingere in modo che la moglie possa fornire quanto più materiale possibile a Vincent. Nel frattempo la polizia conduce delle indagini, nell’intento di trovare il corpo annegato di Luke. Il tempo passa e la squadra di polizia rinviene il presunto corpo. La moglie finge di riconoscerlo ma i poliziotti capiscono l’inganno in quanto il defunto risulta essere un contadino. Intanto Vincent si innamora di Sandra, rivelandole i suoi sentimenti e chiedendole di sposarla. La donna accetta e cerca un modo per eliminare veramente il marito: inserisce dell’arsenico nel cibo ma non riesce nell’intento. 
La vicenda si fa più ingarbugliata quando Luke decide di uscire di casa, oramai stanco della condizione in cui si ritrova. Distrugge una tela esposta nella galleria di Vincent e Sandra si ritrova costretta a confessare la verità. 
I due amanti escogitano un piano per eliminare nuovamente Luke decidendo di gettarlo giù da una scogliera ma a rimetterci la vita saranno proprio Vincent e Sandra…

## L'eredità Corvini
- Titolo originale: The Corvini Inheritance
- Diretto da: Gabrielle Beaumont
- Scritto da: David Fisher
- Interpreti: David McCallum (Frank Lane), Jan Francis (Eva Bailey)

### Trama
Frank Lane è il responsabile di un sistema di videosorveglianza installato in una casa d’aste di Londra. Frank si invaghisce di Eva, sua vicina di casa, che da giorni è perseguitata da un misterioso stalker. Venuto a conoscenza di ciò, Frank le propone di installare delle telecamere nel pianerottolo di casa in modo che la donna possa essere al sicuro. Nel frattempo al lavoro arriva una grande vastità di gioielli, eredità dei Corvini, sui quali gravano antiche maledizioni e leggende. Una di queste è legata ad un medaglione in grado di cambiare gradazione di colore in base ad un tradimento o meno. Frank resta immobilizzato davanti alla bellezza del medaglione tanto che ne rimarrà maledetto. Eva intraprende una relazione con un suo collega, Bob, tanto da far ingelosire Frank. Nonostante ciò, Frank continua le sue indagini per cercare di capire chi è lo stalker che perseguita la ragazza arrivando a scoprire che è lui stesso sotto la maledizione del medaglione. La ragazza muore strangolata.

## La parete maledetta
- Titolo originale: And the Wall Came Tumbling Down
- Diretto da: Paul Annett
- Scritto da: Dennis Spooner, John Peacock
- Interpreti: Barbi Benton (Coraline Trent), Gareth Hunt (Peter Whiteway), Brian Deacon (Alan/Marty), Peter Wyngarde (Daniel/generale Haswell), Pat Hayes (nonna Waters), Carol Royle (Kim/Catherine), Robert James (Padre Ambrey/senzatetto), Richard Hampton (Pinder/David)

### Trama
Durante la demolizione della chiesa di St. Peter per la costruzione di un complesso militare, un operaio cerca di abbattere una parete, ma dopo un'apertura nella quale trova due scheletri, viene strangolato e ucciso dal grosso cavo del perforatore. Londra, 1649: il giovane pittore Marty confessa a Padre Ambrey di avere dipinto un diavolo astratto nella chiesa di St. Peter per conto di tre persone, tra cui David, che verranno arsi vivi. Poi Marty, accusato di tradimento, viene murato vivo nella chiesa insieme a Daniel, capo della congrega satanica. Nel presente, il direttore dei lavori Whiteway è costretto a rinviare la demolizione anche a causa della signorina Trent, funzionario dei lavori pubblici, che è convinta ci sia qualcosa di paranormale. Intanto Alan, giovane ex abitante del luogo che risulterà essere reincarnazione di Marty, e la fidanzata Kim entrano nella chiesa e Alan ha le visioni della morte dell'adepta Catherine, ma nel presente è Kim a morire. Sconvolto, Alan trova riparo prima da un senzatetto e poi, arrestato, in una clinica. Dopo la morte anche della signora Waters, nonna di Alan, arriva il generale Haswell, reincarnazione di Daniel, che viene spinto dall'evaso Alan nella parete maledetta che crolla, uccidendolo. Scomparso il dipinto, Pinder, operaio reincarnazione dell'arso vivo David, aziona il detonatore per demolire la chiesa, mantenendo la minaccia di distruzione della chiesa di secoli prima.

## Un gioco da bambini
- Titolo originale: Child's play
- Diretto da: Val Guest
- Scritto da: Graham Wassell
- Interpreti: Mary Crosby (Ann Preston), Nicholas Clay (Mike Preston), Debbie Chasan (Sarah Preston), Susanne Church (madre), Joanna Joseph (figlia)

### Trama
Una famiglia si ritrova misteriosamente rinchiusa in casa, con porte e finestre sigillate da un resistente materiale metallico mentre la temperatura interna aumenta e non c'è via di uscita. Il tempo scorre, all'interno della casa, mentre Mike e Ann tentano in svariati modi di aprirsi una via di fuga.
Ma gli orologi, anche se funzionanti, continuano incessantemente a segnare le quattro e dieci e il monoscopio della televisione, le suppellettili, i vestiti, l'automobile portano tutti lo stesso simbolo. Con il trascorrere dei minuti, gli arti di Ann e Mike diventano freddi e rigidi. Forse i Preston non sono una famiglia "normale"...

## Il campo da tennis
- Titolo originale: Tennis Court
- Diretto da: Cyril Frankel
- Scritto da: Andrew Sinclar, basato sulla storia di Michael Hastings
- Interpreti: Hannah Gordon (Maggie Dowd), Peter Graves (John Bray), Jonathan Newth (Harry), Ralph Arliss (Redmond Maryott), Marcus Gilbert (John Bray giovane soldato), Isla Blair (Eileen)

### Trama
L'episodio è un alternarsi di fatti accaduti nel presente e durante la seconda guerra mondiale, quando il soldato John Bray scappa da un aereo precipitato abbandonando tra le fiamme, forse per gelosia di Eileen, il commilitone Redmond. Nel presente, i coniugi Maggie e Harry vengono ad abitare nella casa adiacente ad un campo da tennis coperto, dove chi ci gioca viene colpito da malori provvisori e di notte si odono rumori strani. Il campo da tennis è infestato dallo spirito di Redmond che amava giocare a tennis in quel campo ed è ancora vivo, ma sfigurato. Maggie prova a esorcizzare quel campo con l'aiuto di John, che dopo la guerra è diventato sacerdote, scoprendo di essere figlia sua e di Eileen. Con la morte di Redmond sembra tutto finito, ma il suo spirito è ancora in quel campo.